# Дагестанская область
Дагестанская область — административно-территориальное образование в Российской империи и РСФСР, располагавшееся в северо-восточной части Кавказского перешейка, к северу от Главного Кавказского хребта. Административный центр — Темир-Хан-Шура.
На севере Дагестанская область отделялась от Терской области главным образом Сулако-Терским водоразделом, или Андийским хребтом, ответвляющимся в северо-восточном направлении от главного Главного Кавказского хребта. Далее северная граница области шла вдоль по течению реки Сулак и, не доходя до места впадения Сулака в Каспийское море, поворачивала к северу и упиралась в южную оконечность Аграханского залива, куда впадает река Терек. Восточную границу области образовывало побережье Каспийского моря от Аграханского полуострова (коса Учь) до устья Самура.

## География
Расположена на северо-восточных склонах главного Кавказского хребта и вдоль западного берега Каспийского моря.

## Рельеф
Весьма гористая местность, только вдоль берега Каспийского моря узкая полоса (2 тыс. км²) представляет собою низину, покрытую отчасти песками и солончаками, отчасти черноземом. Нагорный Дагестан принадлежит системам рек Самура и Сулака.

## Полезные ископаемые
Велась добыча серы, каменной соли, каменного угля, киновари, свинца и друг. Минеральные источники, близ города Петровска.

## Климат
Климат нагорного Дагестана континентальный, жаркий в долинах и суровый на горах; осадков мало; растительность бедная, лесов мало. Климат прикаспийского побережья влажный и жаркий, здесь богатая растительность и много лесов.

## Сельское хозяйство
Хлебопашество слабо развито и за исключением местностей прибрежных возможно только при искусственном орошении полей; возделывают в низинах — озимую пшеницу, в горах — яровые хлеба. Производимого хлеба не хватает для местного населения. Скотоводство (1904): 1812 т. овец, 225 т. коз, 402 т. крупн. рогатого, 43 т. лошадей и 40 т. ослов и мулов. Садоводство и виноградарство развиты в низменных частях обл., вина приготовляется до 150 т. ведер в год.

## Промышленность
Кустарные промыслы разнообразны: производство оружия из стали, серебряных изделий (кавказская чернь), кожевенные, шерстяные (бурки, ковры, казикумухские сукна) и др. Ремесленников и кустарей (1904) 18,5 т. Фабрично-заводская промышленность не развита, 72 промышлен. завед. с производством на 1,5 млн рублей (1904); из минеральных богатств, кроме разработки для местных нужд, добывается сера (в Андийском окр. до 35 т. пуд.). Торговля тоже неразвита и среди местного населения носит меновой характер.

## Административное деление
В 1860 году Дагестанская область имела следующее административное деление:
- Аварское ханство
- Гунибский округ
- Даргинский округ
- Дербентское градоначальство
- Казикумухский округ
- Кайтаго-Табасаранский округ
- Кюринское ханство
- Мехтулинское ханство
- Присулакское наибство
- Самурский округ
- Тарковское шамхальство

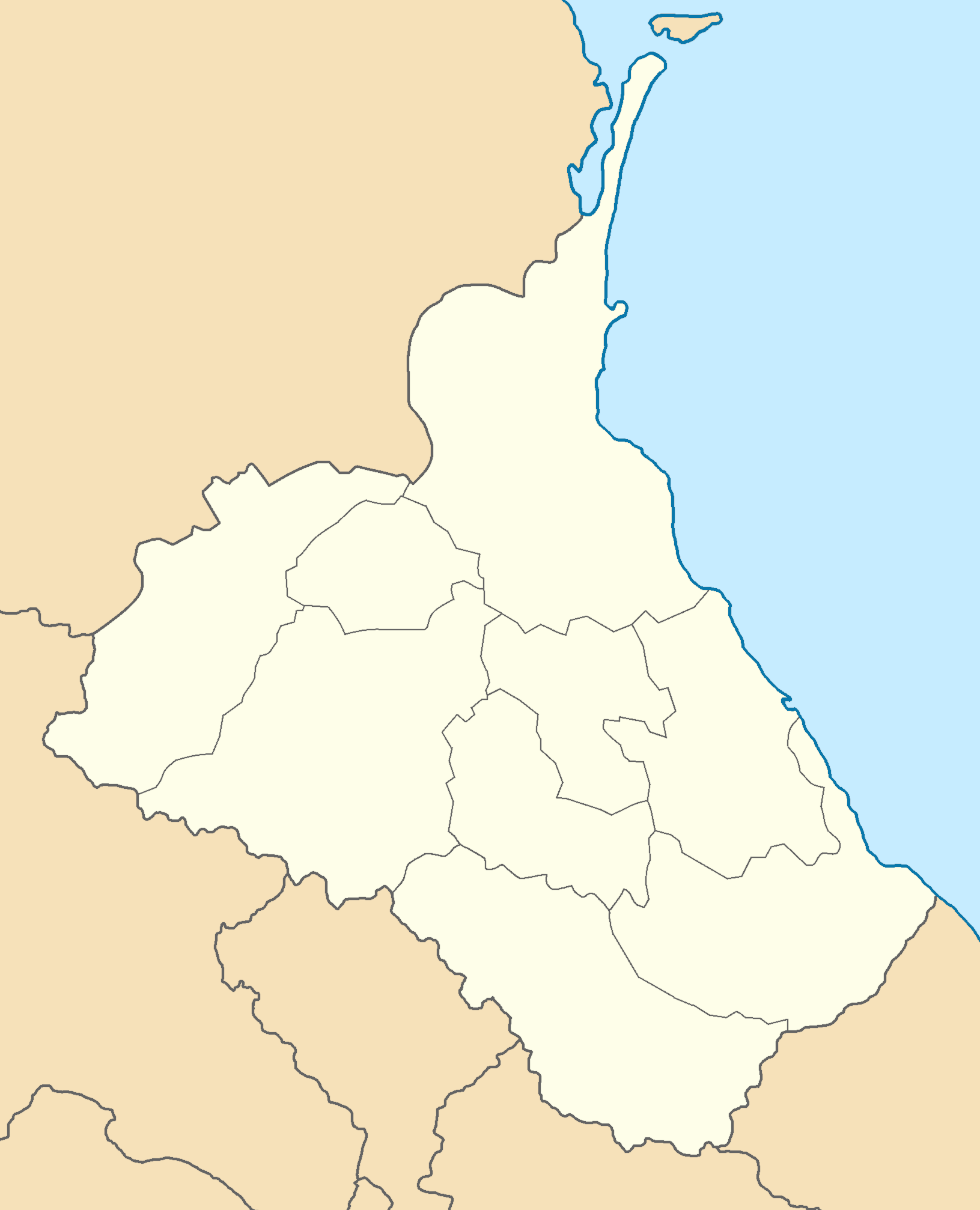

В 1861 году образован Андийский округ. В 1863 году упразднено Дербентское градоначальство. В 1864 году Аварское ханство преобразовано в Аварский округ. Через 2 года округом стало и Кюринское ханство. Ещё через год были упразднены Мехтулинское ханство, Присулакское наибство и Тарковское шамхальство. Одновременно образован Темир-Хан-Шуринский округ.
В начале XX века в состав области входило 9 округов (которые делились на «наибства»), 532 волости, 3 города и 1214 остальных поселений:
| № | Округ                 | Центр округа               | Площадь, вёрст² | Население (1897), чел. |
| - | --------------------- | -------------------------- | --------------- | ---------------------- |
| 1 | Аварский              | с. Хунзах (1587 чел.)      | 1323,9          | 37 639                 |
| 2 | Андийский             | с. Ботлих (1225 чел.)      | 3152,6          | 49 628                 |
| 3 | Гунибский             | с. Гуниб (685 чел.)        | 3873,1          | 55 899                 |
| 4 | Даргинский            | с. Леваши (1343 чел.)      | 1451,7          | 80 943                 |
| 5 | Казикумухский         | с. Кумух (621 чел.)        | 1977,6          | 45 363                 |
| 6 | Кайтаго-Табасаранский | с. Маджалис (1327 чел.)    | 2924,8          | 91 021                 |
| 7 | Кюринский             | с. Касум-Кент (1013 чел.)  | 2603,9          | 77 680                 |
| 8 | Самурский             | с. Ахты (3190 чел.)        | 3274,1          | 35 633                 |
| 9 | Темир-Хан-Шуринский   | Темир-Хан-Шура (9214 чел.) | 5550,7          | 97 348                 |

Такое административное деление просуществовало до момента ликвидации области де-факто 11 марта 1920 года, когда в состав Советского Дагестана был включен Хасав-Юртовскимй округ, что было закреплено Решением Реввоенсовета Кав. Фронта и правительством Дагестана (Коркмасов), при реорганизации Совета Обороны в Ревком Дагестана. В составе 10 округов 13 ноября 1920 года состоялся Вседагестанский Чрезвычайный съезд (пред. Коркмасов) провозгласивший автономию, что протокольно де-юре было закреплено Постановлением ВЦИК РСФСР 20 января 1921 г. подтвердившего образование, существующей с марта 1920 года Дагестанской Республики в пределах границ: прежней колониальной области (9 округов) и Хасав-Юртовского округа. В последующие годы, завершив этот процесс к 1924 году в состав Дагестанской АССР вошли: Ногайский, Караногайский и Ачикулакский районы, Кизлярский округ, и, тем самым, площадь бывшей колониальной области от 26 тыс. км². — в процессе строительства Республики Д.С.С.Р., по своим морским и сухопутным границам увеличилась более чем вдвое, составив 57 тыс. км².

## Органы власти

### Начальник области
| Ф. И. О.               | Титул, чин, звание       | Время замещения должности |
| ---------------------- | ------------------------ | ------------------------- |
| Меликов Леван Иванович | князь, генерал-лейтенант | 1860—1880                 |

### Военные губернаторы
| Ф. И. О.                          | Титул, чин, звание                                         | Время замещения должности |
| --------------------------------- | ---------------------------------------------------------- | ------------------------- |
| Чавчавадзе Николай Зурабович      | князь, генерал-лейтенант (начальник области до 27.06.1880) | 10.01.1880 — 09.03.1896   |
| Барятинский Александр Анатольевич | князь, генерал-лейтенант                                   | 10.04.1896 — 09.10.1901   |
| Тиханов Евграф Филиппович         | генерал-лейтенант                                          | 16.11.1901 — 1907         |
| Альфтан Владимир Алексеевич       | генерал-майор                                              | 1907 — 1908               |
| Вольский Сигизмунд Викторович     | генерал-майор (генерал-лейтенант)                          | 24.06.1908 — 17.03.1915   |
| Дадешкелиани Георгий Тенгизович   | генерал-майор                                              | 1915 — 28.12.1916         |
| Ермолов Владимир Викторович       | генерал-лейтенант                                          | 28.12.1916 — 04.1917      |
| Далгат, Магомед Магомедович       | статский советник, генерал-майор                           | 1917 — 1918               |

### Помощники военного губернатора
| Ф. И. О.                  | Титул, чин, звание | Время замещения должности |
| ------------------------- | ------------------ | ------------------------- |
| Тиханов Евграф Филиппович | генерал-майор      | 24.07.1884—19.10.1890     |
| Узбашев Артемий Семёнович | генерал-майор      | 14.02.1891                |

## Население

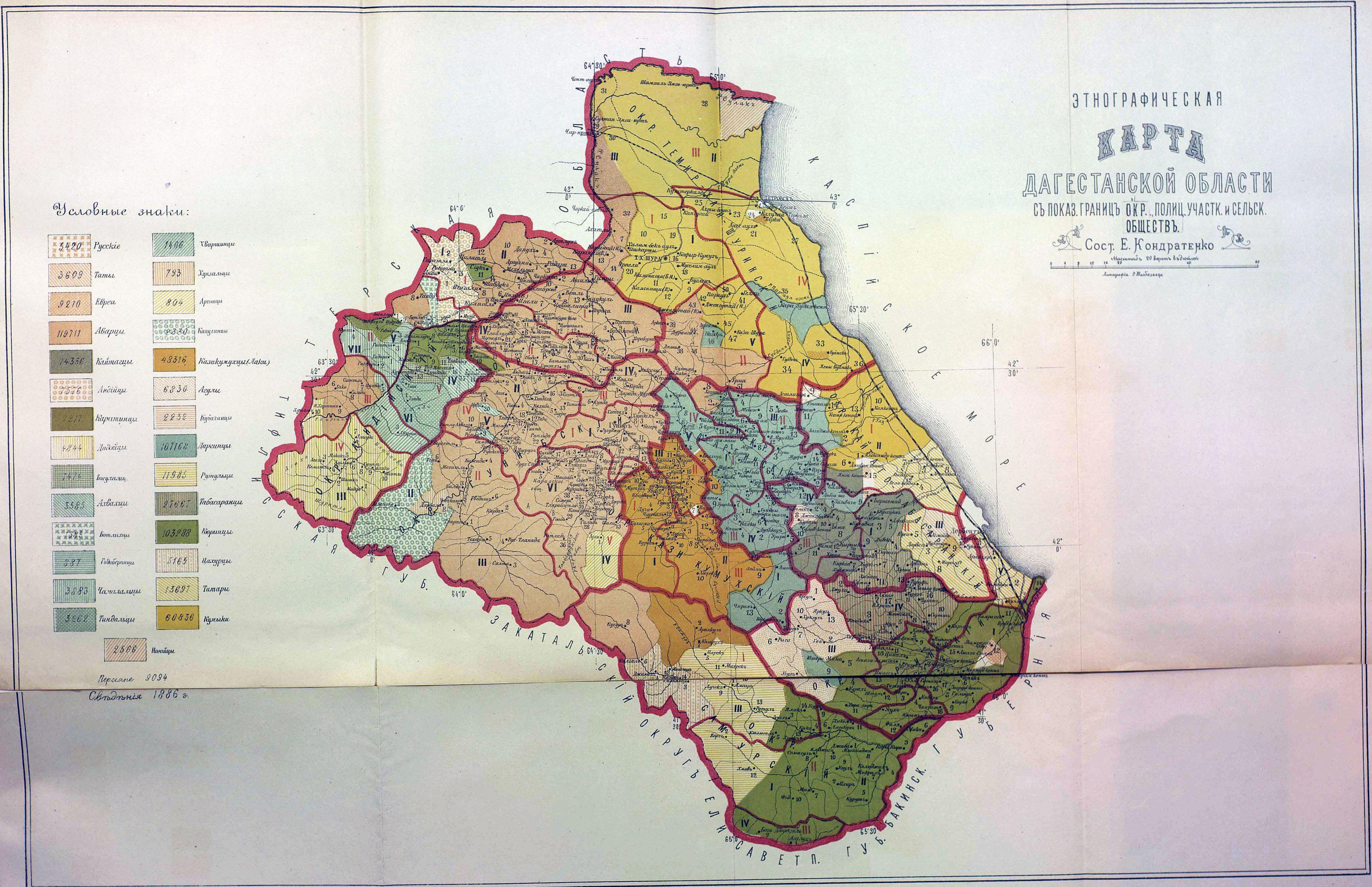
Этнографическая карта Дагестанской области

По данным переписи населения Кавказа 1886 года в области проживало 588 738 человека.
Национальный состав в 1886 году
| Язык            | %      |
| --------------- | ------ |
| Аваро-андийский | 27,0 % |
| Даргинский      | 21,0 % |
| Лезгинский      | 18,9 % |
| Кумыкский       | 10,3 % |
| Лакский         | 8,2 %  |
| Табасаранский   | 4,7 %  |
| Татарский       | 2,3 %  |
| Еврейский       | 2,2 %  |
| Рутульский      | 2,0 %  |
| Персидский      | 1,5 %  |
| Агульский       | 1,2 %  |
| Русский         | 0,9 %  |
| Цахурский       | 0,9 %  |
| Ногайский       | 0,4 %  |
| Чеченский       | 0,2 %  |

По результатам первой всеобщей переписи населения России 1897 года в области проживало 571 154 человека.
Национальный состав в 1897 году:
| Округ                 | аваро-андийский | даргинский | кюринский | казикумухский | кумыкский | татарский (азербайджанский) | великорусский | еврейский | татский | малорусский | польский |
| --------------------- | --------------- | ---------- | --------- | ------------- | --------- | --------------------------- | ------------- | --------- | ------- | ----------- | -------- |
| Область в целом       | 27,8 %          | 21,3 %     | 16,6 %    | 13,4 %        | 9,0 %     | 5,6 %                       | 2,3 %         | 1,3 %     | …       | …           | …        |
| Аварский              | 95,8 %          | …          | …         | …             | …         | …                           | 1,1 %         | …         | …       | …           | …        |
| Андийский             | 98,0 %          | …          | …         | …             | …         | …                           | …             | …         | …       | …           | …        |
| Гунибский             | 93,4 %          | 1,4 %      | …         | 3,8 %         | …         | …                           | …             | …         | …       | …           | …        |
| Даргинский            | 3,9 %           | 91,3 %     | …         | 4,6 %         | …         | …                           | …             | …         | …       | …           | …        |
| Казикумухский         | 5,4 %           | 8,1 %      | 2,1 %     | 83,8 %        | …         | …                           | …             | …         | …       | …           | …        |
| Кайтаго-Табасаранский | …               | 36,5 %     | …         | 19,4 %        | 1,1 %     | 31,8 %                      | 2,5 %         | 4,4 %     | …       | …           | …        |
| Кюринский             | …               | …          | 76,3 %    | 17,6 %        | …         | 1,7 %                       | …             | …         | 3,2 %   | …           | …        |
| Самурский             | …               | …          | 95,3 %    | 1,4 %         | …         | 1,1 %                       | …             | …         | …       | …           | …        |
| Темир-Хан-Шуринский   | 15,6 %          | 10,0 %     | …         | …             | 51,1 %    | 1,3 %                       | 9,9 %         | 2,9 %     | …       | 1,8 %       | 1,1 %    |

| Округ                  | персидский | ногайский | арабский | чеченский |
| ---------------------- | ---------- | --------- | -------- | --------- |
| Область в целом        | …          | …         | …        | …         |
| Аварский               | …          | …         | 2,4 %    | …         |
| Андийский              | …          | …         | …        | 1,4 %     |
| Гунибский              | …          | …         | …        | …         |
| Даргинский             | …          | …         | …        | …         |
| Казикумухский          | …          | …         | …        | …         |
| Кайтаго- Табасаранский | …          | …         | …        | …         |
| Кюринский              | …          | …         | …        | …         |
| Самурский              | …          | …         | …        | …         |
| Темир-Хан- Шуринский   | 1,7 %      | 2,0 %     | …        | …         |

Распределение населения по вероисповеданию:
Магометане — 94,6 %
Православные — 2,9 %
Иудеи — 1,8 %
Римско-католики — 0,4 %
Армяно-григориане — 0,3 %.

## История

### Этимология
Образованная в 1846 году Дербентская губерния преобразована 30 мая 1860 года в Дагестанскую область. Центр области до 1866 года — город Дербент, с 1866 года — Темир-Хан-Шура.
Во главе области стоял военный губернатор.

### Геральдика

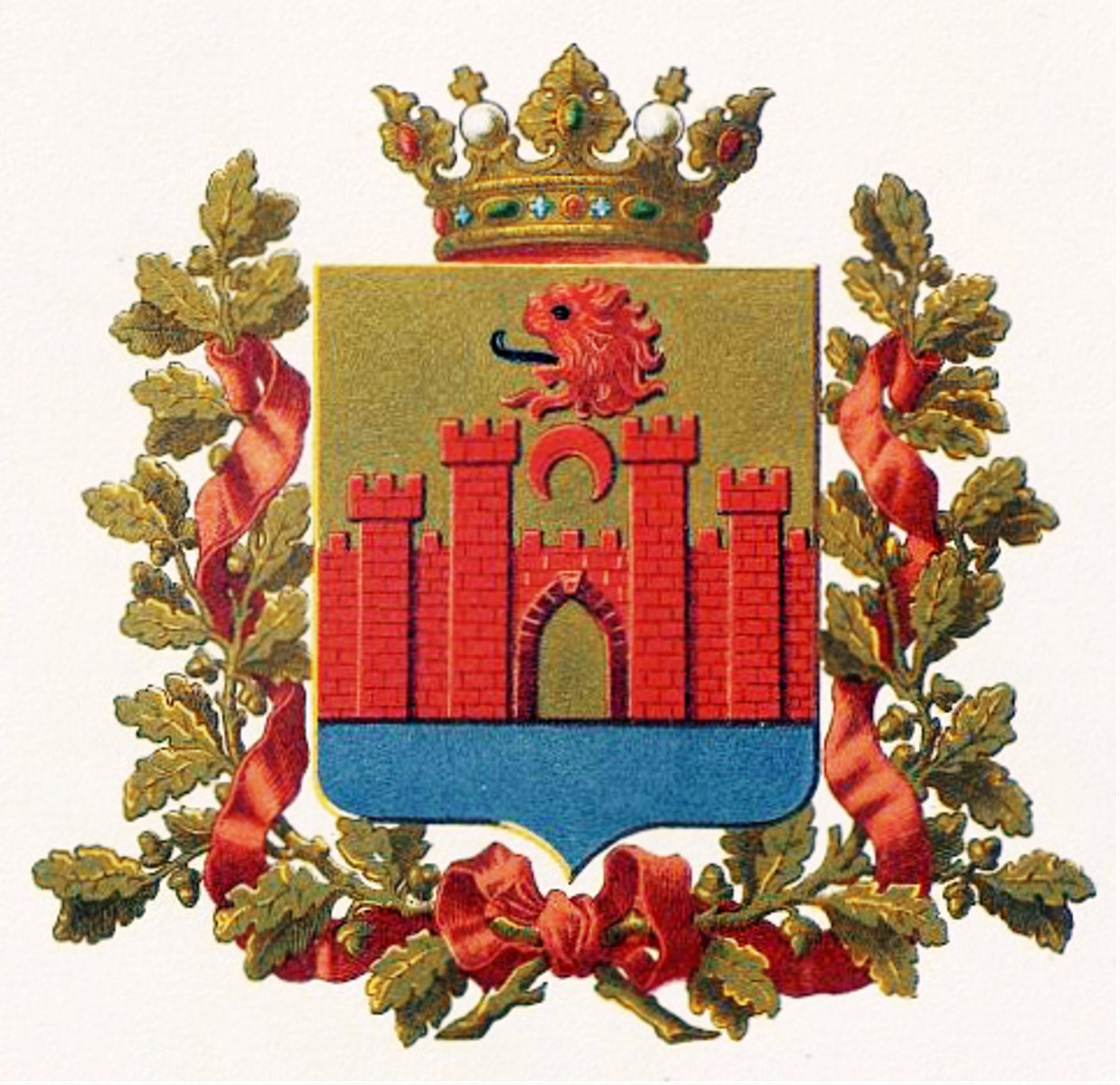
Официальный герб области (изд. МВД, 1880)
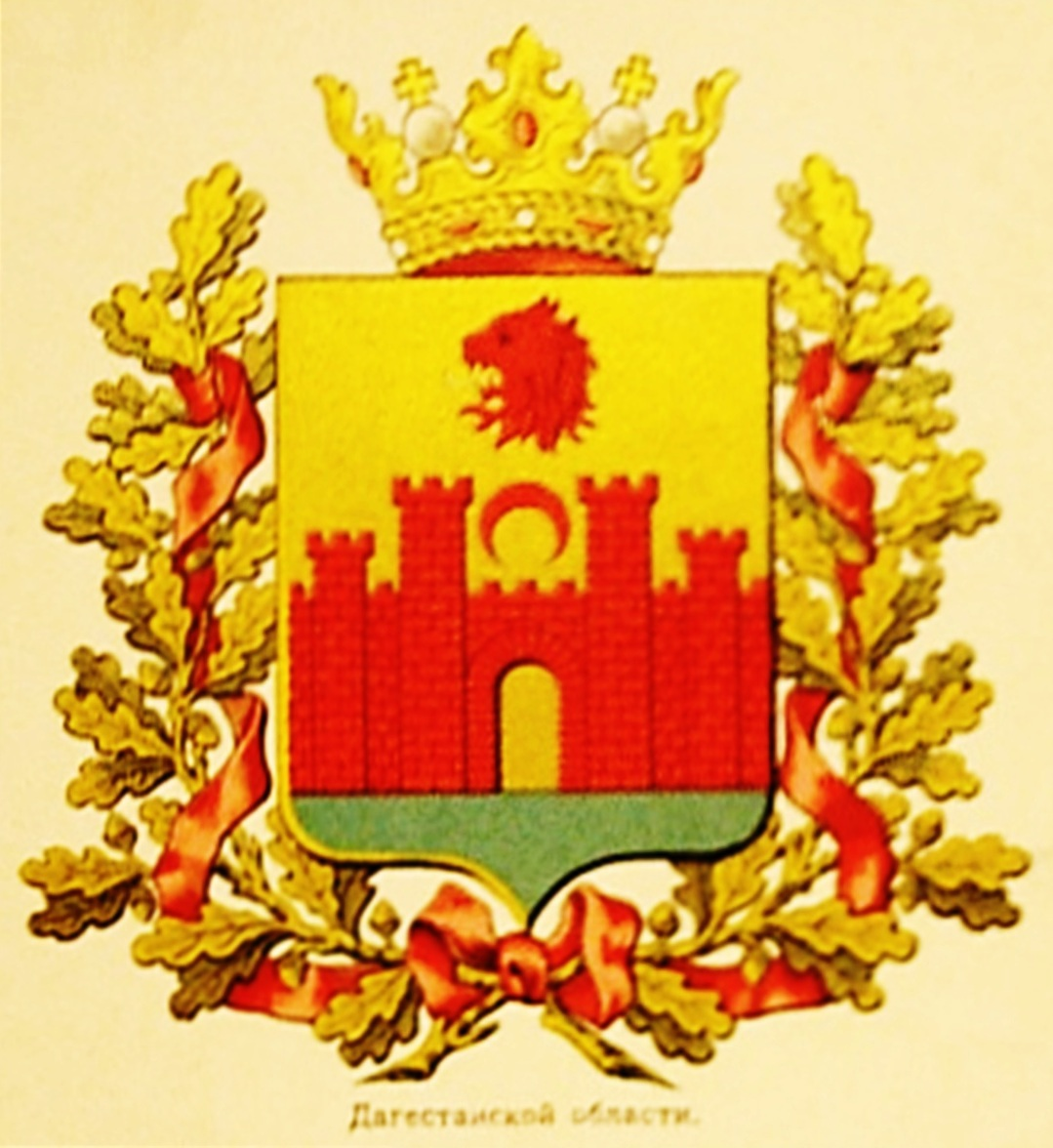
Неофициальный герб области (изд. Сукачова, 1878)
Современный рисунок герба области (2000-е годы)
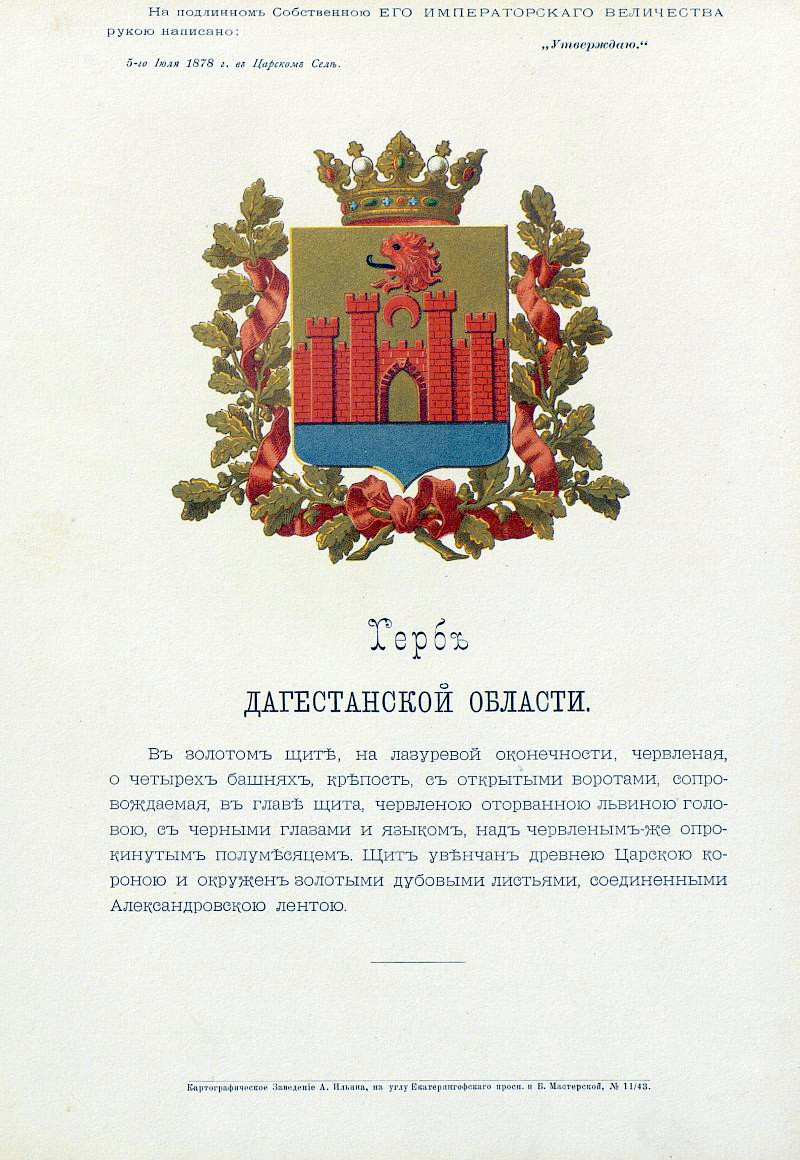
Герб области c официальным описанием, утверждённым Александром II (1878)